# John Friesz
John Melvin Friesz, detto Deep (Missoula, 19 maggio 1967), è un ex giocatore di football americano statunitense che ha giocato nel ruolo di quarterback per undici stagioni nella National Football League (NFL). Fu scelto nel corso del sesto giro (138º assoluto) del Draft NFL 1990 dai San Diego Chargers. Al college ha giocato a football all’Università dell'Idaho.

## Carriera professionistica
Friesz fu scelto nel corso del sesto giro del Draft 1990 dai San Diego Chargers, il decimo quarterback selezionato nel Draft.
John divenne il quarterback titolare dei Chargers nel 1991, nella sua seconda stagione. In una gara di pre-stagione del 1992 soffrì un infortunio al ginocchio che lo tenne fuori dai campi di gioco per tutta la stagione. San Diego allora acquisì il QB Stan Humphries dai Washington Redskins, scelto dall'allora general manager dei Redskins Bobby Beathard, nel frattempo passato ai Chargers. Humphries come titolare dei Chargers portò la squadra da un record di 0-4 a 11-5, guidando ai Chargers ai playoff dopo dieci anni e vincere il loro primo titolo della AFC West dal 1981 . Friesz tornò coi Chargers la stagione successiva giocando come riserva e lasciando la squadra come free agent nel 1994.
Gli anni successivi li passò a Washington per una stagione, a Seattle come riserva di Warren Moon, chiudendo la riserva ai Patriots come riserva di Drew Bledsoe.

## Palmarès
- Numero 17 ritirato dagli Idaho Vandals

## Statistiche
| Yard lanciate     | 8.699 |
| Touchdown         | 45    |
| Intercetti subiti | 42    |
| Passer rating     | 72,3  |